# Phantom Voice
Phantom Voice（ファントムボイス）は日本のアイドルグループ。

## 概要
メンバーそれぞれのソロ活動やグループ活動などを経てプロデューサー「GERU-C閣下」の元に集結したアイドルグループ。
2015年4月19日に初お披露目。
2017年5月20日のライブをもって解散。
Phantom Voiceの楽曲のほとんどは鵜島仁文提供の楽曲である。

## 略歴
- 2015年
  - 4月：Rie、Shion、Chisa、Maiの4人でPhantom Voice feat. VK[3]として活動スタート
  - 9月：Runa[4]、Ryouko[5]が加入。
  - 9月：グループ名の『feat.VK』が取れPhantom Voiceとして本格的に活動を開始
  - 10月：勝ち抜け！ピスタチーオで19代目クイーンになる。
  - 11月：初のワンマンライブ（2Days）
  - 12月：Aina、Ami（研究生）が加入。
- 2016年
  - 1月：Shion、Ami（研究生）の脱退。
  - 3月：2ndワンマンライブ＆Rie生誕祭
  - 3月：Ryouko脱退（clip clipへ移籍）
  - 6月：Marikaが加入。
  - 12月7日：1stアルバム『RED』、『BLACK』が全国発売される。
  - 12月9日：「R-Village Girls」として活動していた候補生Kaho、Risaが正規メンバーに昇格し、8人体制となる[2]。
- 2017年
  - 4月、5月：春ライブツアー。
  - 5月20日：ツアーファイナルのワンマンライブをもって解散。

## 最終メンバー
| 名前   | ニックネーム | 誕生日   | ファン総称     | 備考                                  |
| ------ | ------------ | -------- | -------------- | ------------------------------------- |
| Rie    | りえちょ     | 3月24日  | 柚之原組       | リーダー                              |
| Chisa  | ちーちゃん   | 11月27日 | ちさcrew       | サブリーダー、解散後1年して99%Loverへ |
| Mai    | まいぴぃ     | 5月8日   | おたまいず     |                                       |
| Runa   | るーたん     | 1月29日  | 太陽’s(サンズ) |                                       |
| Aina   | あいにゃん   | 9月14日  | あいな団       |                                       |
| Marika | まーりん     | 4月30日  | マリライバー   | 解散後煌星のミルフィーユへ            |
| Kaho   | かほ         | 10月13日 | かほるん堂     | 解散後Zombie Powderへ                 |
| Risa   | りさる       | 8月28日  | ヲさる         | 解散後Zombie Powderへ                 |

### 過去メンバー
- Shion（2016年1月脱退）
- Ami（研究生、2016年1月脱退）
- Ryouko（2016年3月脱退）

### 派生ユニット
- ちさるな（Chisa＆Runa）
- AZA（Rie＆Mai）

## 主な活動

### ライブ
- 横浜アイドルフェスティバル（2015年4月19日、ベイサイドヨコハマ） - お披露目ライブ
- 定期公演ライブ（隔週水曜日 - CLUB CITTA'A'TTIC ）
- 定期公演ライブ（隔週金曜日 - 秋葉原moefarre）
- SMILE UP JAM vol.3〜東日本震災復興支援チャリティーイベント（2015年6月9日、HOLIDAY SHINJYUKU）[6]
- 渋フェス Halloween2015（2015年10月31日、渋谷クラブクアトロ）[7]
- ギュウ農フェス×中野流アイドルフェスティバル2015（2015年11月2日、中野サンプラザ前特設ステージ）[8]
- 1stワンマンライブ（2015年11月27、28日 - 秋葉原moefarre）
- スターアイドルフェスティバル（2016年3月6日、ベルサール秋葉原）[9]
- 2ndワンマンライブ＆Rie生誕祭（2016年3月27日 - 原宿アストロホール）
- TOKYO IDOL FESTIVAL2016（2016年8月7日 - フジテレビ湾岸スタジオ）[10]
- 3ヶ月連続ワンマンライブ

1. （2016年8月19日、秋葉原moefarre、同年9月19日、名古屋CLUB SARU、同年10月10日、川崎セルビアンナイト）

- SUMMER SONIC2016（2016年8月20日）[11][12]
- 2017年春ライブツアー（2017年4月2日 - ）
- ツアーファイナルワンマンライブ（2017年5月20日、川崎CLUB CITTA'）

### ラジオ
- Dream Kingdom（2015年12月11日 - かわさきFM）

### テレビ
- 金曜ロードSHOW!特別ドラマ企画 視覚探偵 日暮旅人（2015年11月20日 - NTV）[13]

## ディスコグラフィ

### シングルCD
- ヴァンパイアキス/DOKI DOKI/ミラクルモンスター
- H.L.S/Feel Me
- Here we go/We change the world
- RED/覚醒の華

### ミニアルバム
- Phantom Voice　"VK" reloaded

1. ヴァンパイアキス
2. DOKI DOKI
3. ミラクルモンスター
4. うそ泣きTONIGHT
5. 胸きゅん♪
6. うわさのTRENDY GIRL

### アルバム
- RED（2016年12月7日発売）

1. Girls bravo!!
2. うそ泣きトゥナイト
3. Eternal of dreams ～果てなき夢～
4. Promise
5. RED
6. We change the world
7. 覚醒の華
8. サマバケ
9. ミラクルモンスター
10. 風に吹かれて

- BLACK（2016年12月7日発売）

1. ヴァンパイア★Kiss
2. BLADE ～果てなき夢～
3. JUMP!
4. 勝利のフラグ
5. Here we go
6. Space amor
7. Feel me
8. GO!GO!ファイター
9. True Colors
10. BLACK